# Karl Arnold (Chemiker)

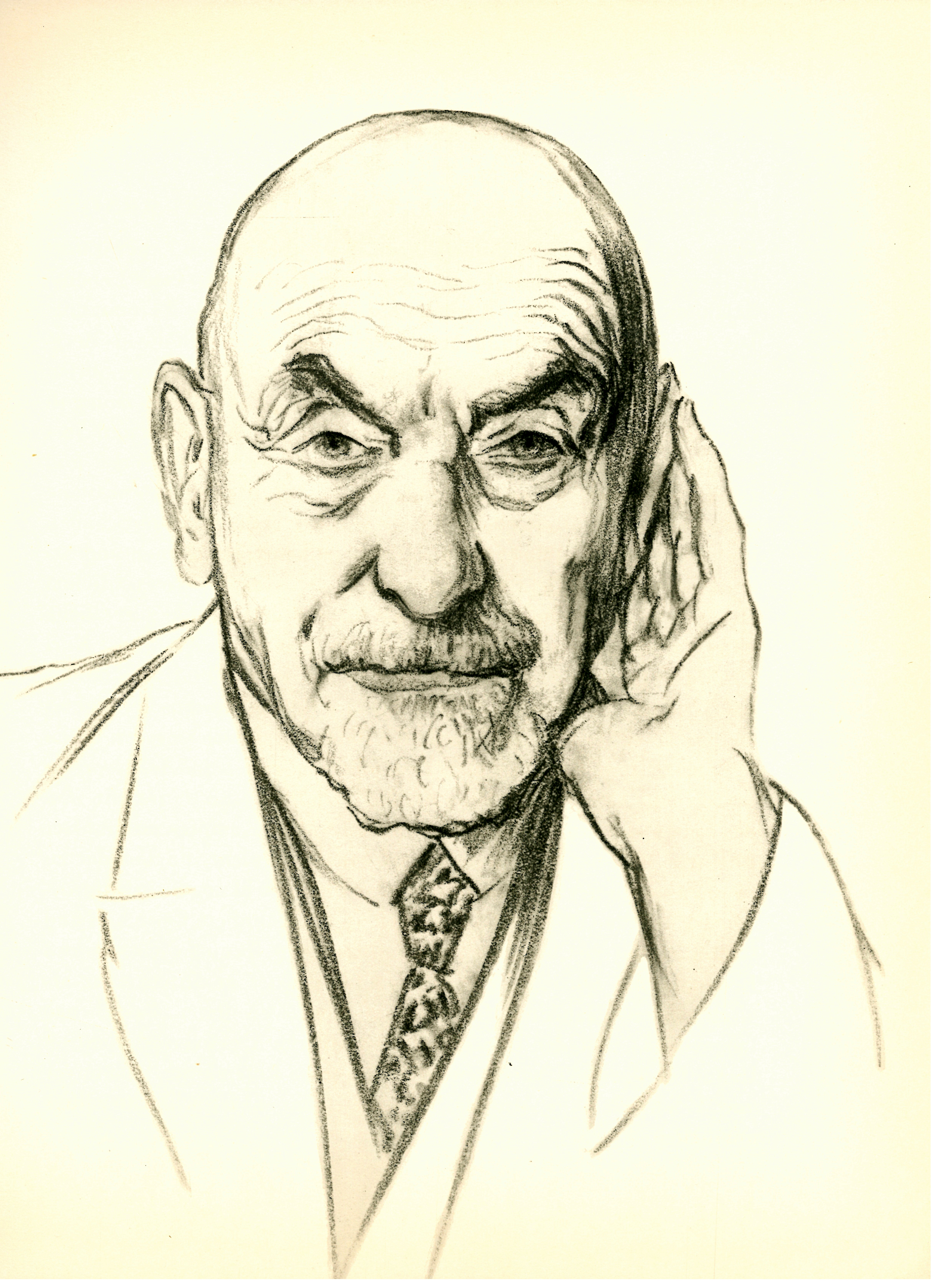
Karl Arnold im Alter von etwa 76 Jahren;
Zeichnung von August Heitmüller

Karl Arnold (auch: Carl, Carl Johann Moritz Arnold, oder Johann Karl Moritz Arnold; * 12. März 1853 in Uffenheim; † 24. Juni 1929 in Hannover) war ein deutscher Chemiker und Mineraloge, Hochschullehrer, Alpinist und Sachbuchautor.

## Leben

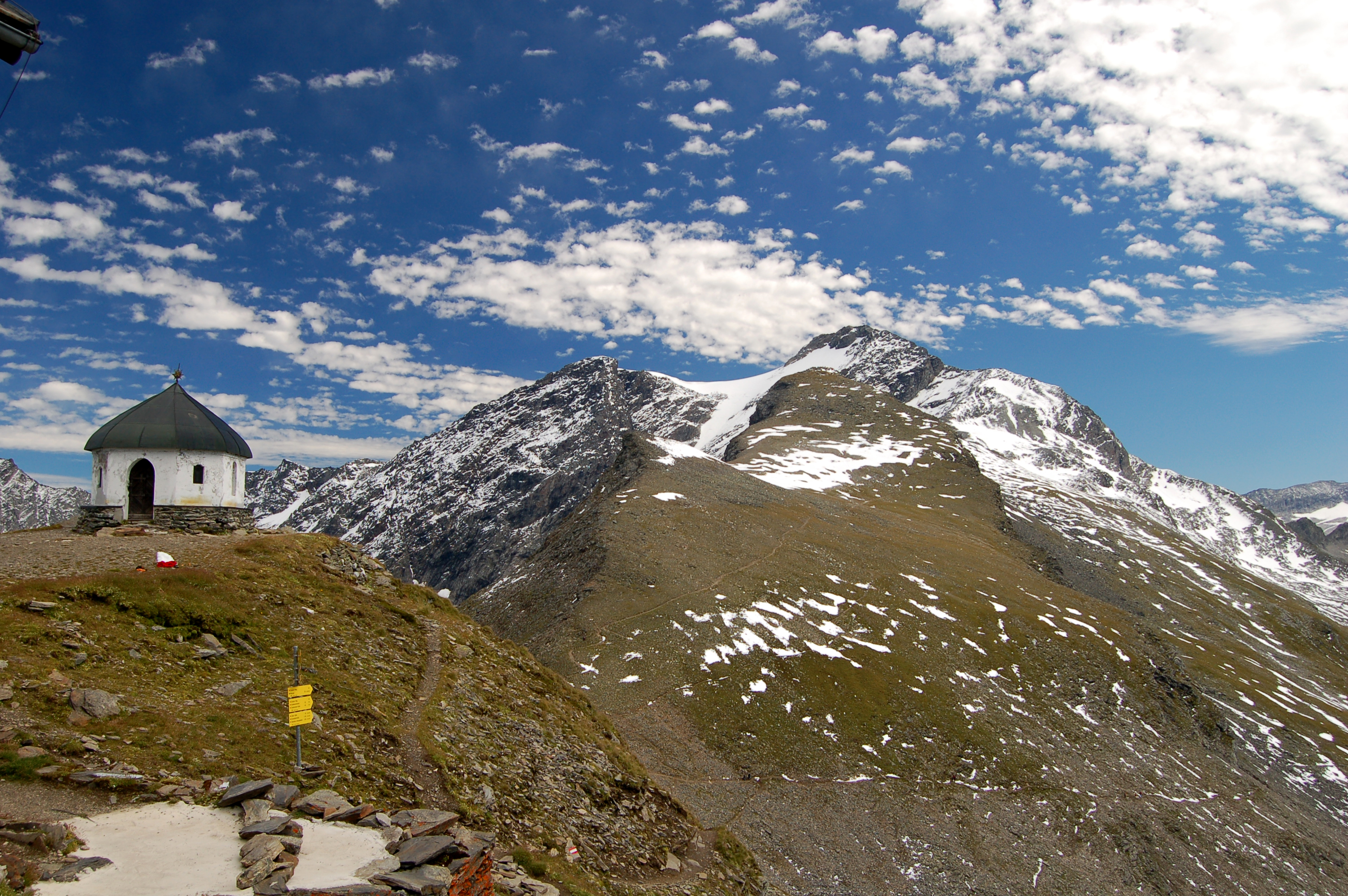
Karl-Arnold-Mausoleum am Ankogel

Karl Arnold wurde 1853 als Sohn des Apothekers Georg Friedrich Arnold geboren, der zuvor 1851 in Uffenheim ein Anwesen „mit Apotheke“ erworben hatte. Als knapp 6-Jähriger zog Arnold mit seiner Familie nach Ansbach, wo sein Vater die Hof-Apotheke und den Titel eines bayerischen Hofapothekers übernommen hatte.
Nach dem Besuch des Gymnasiums begann Karl Arnold 1869 – in jenem Jahr hatte der 16-Jährige laut seinen Erinnerungen zum ersten Mal die Gebirgskette der Alpen bewandert – nun selbst eine Lehre als Apotheker in der Hof-Apotheke seines Vaters und wurde ab 1872 in verschiedenen Apotheken in Zofingen, Hamburg, Frankfurt am Main und Magdeburg tätig.
1875 begann er an der Ludwig-Maximilians-Universität München das Studium der Pharmazie. Während seines Studiums wurde er Mitglied des AGV München im Sondershäuser Verband. Er erhielt 1876 seine Approbation als Apotheker, studierte dann jedoch weitere eineinhalb Jahre: 1877 legte er das Lehramts-Examen für Naturwissenschaftler ab. Chemie und Physik studierte er an der Eberhard-Karls-Universität Tübingen und der Ruprecht-Karls-Universität Heidelberg und wurde 1878 im Alter von 25 Jahren bei Robert Wilhelm Bunsen, dem er im selben Jahr assistierte, zum Doktor der Philosophie promoviert.
In der Folge leistete Karl Arnold Militärdienst als Apotheker und arbeitete dann als wissenschaftlicher Assistent am Chemischen Institut der Königlichen Kreis-Realschule Würzburg sowie als Dozent an der Pharmazieschule oder der „Weinbauschule“ in Gerstungen.
Währenddessen war Arnold sowohl als Assistent bei Max Pettenkofer als auch bei Julius Lothar Meyer tätig.
Zum 1. Mai 1880 begann schließlich seine Tätigkeit an der damaligen Königlichen Tierarzneischule in Hannover, zunächst nur – jährlich bis 1885 verlängert – als Repetitor für Chemie und Physik, mit anfangs „[…] 1500 Mark Remuneration, freier Wohnung, Licht und Heizung in der Anstalt“. In diesen Jahren vertrat Arnold mehrfach den wegen Krankheit wiederholt beurlaubten Lehrstuhlinhaber Karl Begemann. 1883 heiratete er Marie Brügel aus Ansbach.
Nach dem Tod Begemanns wurde Karl Arnold am 8. September 1885 zum Dozenten für Chemie, Rezeptierkunde und Pharmakologie berufen sowie zum Vorsteher der Tierarzneischul-Apotheke. Zudem wurde er als Bibliothekar tätig.
Nachdem die Königliche Tierarzneischule Hannover 1887 zur Hochschule erhoben worden war, wurde Karl Arnold 1889 Direktor des Chemischen Instituts und war nun als alleiniger Dozent für Chemie verantwortlich. 1890 wurde er schließlich zum Professor berufen. Da die damaligen Räumlichkeiten des Instituts inzwischen zu beengt geworden waren, setzte sich Arnold „[…] erfolgreich für eine Aufstockung des Budgets für Lehrmittel“ ein. Nun konzipierte er den Neubau der chemischen Laboratorien sowie des Hörsaals des Chemischen Instituts am endgültigen Standort der Hochschule am Misburger Damm (heute Bischofsholer Damm). So konnte er die neuen Gebäude zum Wintersemester 1899 in Betrieb nehmen. Lediglich die Apotheke zeigte sich für den Unterrichtsbedarf weiterhin eher ungenügend.
Die Vorlesungen und Übungen Arnolds wurden äußerst gut besucht, so dass hierfür eine zusätzliche Hilfsassistentenstelle eingerichtet wurde. Der bei den Studenten im Allgemeinen beliebte Professor verstand es, das Interesse für Chemie zu wecken und zu erhalten, förderte auch persönlich einzelne begabte oder geschickte Studierende. Arnold zeigte sich ihren Studentenverbindungen sehr gewogen und besuchte diese oft und gern in ihren Heimen.
Zu einem Bruch zwischen Lehrenden und Lernenden kam es jedoch im Jahr 1903, nachdem Arnold – offenbar aufgrund einer persönlich empfundenen Garantieverpflichtung gegenüber einem Reitinstitut – sich missbilligend über einige Studenten geäußert und Studierenden sogar gedroht hatte. In der Folge organisierten die Studenten einen Boykott der Vorlesungen und Übungen Arnolds, baten den Direktor gar, Arnold keine Prüfungen mehr abnehmen zu lassen. In der Folge musste der Professor seine Äußerungen zurücknehmen und wurde sogar vom Minister verwarnt.
Nach dem Rücktritt des Hochschuldirektors Karl Josef Dammann und der Einführung der Rektoratsverfassung an der Hochschule – als letzte in Deutschland – wurde Karl Arnold am 7. Mai 1913 zum Ersten Rektor der Hochschule gewählt. Er nahm das Amt jedoch nicht an, vorgeblich, weil er sich laut seiner Personalakte, „[…] wegen anderseitiger Inanspruchnahme und wegen vorgerückten Alters“ der Stelle nicht gewachsen fühle. Auch der dann gewählte Anatom Heinrich Boether lehnte das Amt ab. Den im dritten Wahlgang schließlich gewählten Rektor Bernard Malkmus vertrat Arnold später für sieben Monate, nachdem dieser während des Ersten Weltkrieges 1915 zum Militär eingezogen wurde.
Arnold veröffentlichte zahlreiche Artikel in Zeitschriften und Fachbücher, wissenschaftliche, aber auch populärwissenschaftliche Bücher und andere Schriften bis über sein 50-jähriges Doktorjubiläum und seine Pensionierung hinaus.
Noch als 76-Jähriger erklomm der emsige und sieggewohnte Geheimrat – fast 45 Jahre Mitglied des Deutschen und Österreichischen Alpenvereins und zuletzt 1. Vorsitzender der Sektion Hannover – alpine Bergzüge. So wurde etwa die Arnoldhöhe mit dem Hannoverhaus nach dem Bergsteiger benannt.
Die Urne Arnolds wurde in dem kleinen Karl-Arnold-Mausoleum beigesetzt, das Arnold zuvor selbst nahe dem Hannoverhaus auf der Arnoldshöhe hatte bauen lassen.

## Schriften (Auswahl)
Fachliteratur:
- Pharmakognosie, pharmaceutisch-chemische Präparate und Receptierkunde auf Grund der Pharmacopoea Germanica …. Schmorl & von Seefeld, Hannover 1886
- mit Josef Tereg: Tierärztliches Arzneibuch für Studierende und praktische Tierärzte. 3 Bände: Pharmazie und Arzneiverordnungslehre, Arzneimittellehre, Toxikologie, Verlag von Th. Ch. Fr. Enslin (Richard Schoetz), Berlin 1890–1892
- Kurze Anleitung zur qualitativen chemischen Analyse anorganischer und organischer Körper sowie zur toxikologisch-chemischen und medizinisch-chemischen Analyse, namentlich zum Gebrauche für Mediziner und Pharmazeuten. 4., verbesserte und ergänzte Auflage, Meyer, Hannover 1898
- Abriß der allgemeinen Chemie als Einführung in die Anschauungen der modernen Chemie, Voss, Hamburg; Leipzig 1903
  - Abriß der allgemeinen Chemie (Physikalischen oder Theoretischen Chemie). Zur Einführung in die Anschauungen der allgemeinen Chemie sowie zur Auskunft über die in derselben gebräuchlichen Ausdrücke, 3., neubearbeitete Auflage, Voss, Leipzig 1923
- Repetitorium der Chemie, mit besonderer Berücksichtigung der für die Medizin wichtigen Verbindungen sowie des „Arzneibuches für das Deutsche Reich“ und anderer Pharmakopöen. (1. Aufl. 1884), 7. Aufl. Hamburg und Leipzig 1896; 14. Auflage: Repetitorium der Chemie mit besonderer Berücksichtigung der für die Medizin wichtigen Verbindungen sowie des Deutschen Arzneibuches und anderer Pharmakopöen, namentlich zum Gebrauche für Mediziner und Pharmazeuten. 14. verbesserte und ergänzte Auflage, Voss, Leipzig; Hamburg 1913.

Alpines:
- Liederbüchlein für Alpenfreunde (auch: Liederbuch für Alpenfreunde), Hrsg.: Deutscher und Österreichischer Alpenverein, Lampart, Augsburg 1891 (4. Auflage 1924)
- Ernstes und Heiteres von meinen Alpenwanderungen 1869–1929.[5]
- Ansbacher Jugenderinnerungen von 1859-1871, 186 Seiten mit 100 Abbildungen, 4. Auflage, C. Brügel & Sohn, Ansbach 1930

## Ehrungen (Auswahl)
Karl Arnold wurde mit zahlreichen Ehrungen und Auszeichnungen bedacht:
- Bereits 1888 benannte die Stadt Mallnitz in Kärnten die Arnoldhöhe nach ihm.[4][5]
- 1909 wurde er zum Mitglied der Leopoldina gewählt.[9]
- 1920 erhielt er die Ehrendoktorwürde der Ludwig-Maximilians-Universität München.[6]
- 1928 wurde im hannoverschen Stadtteil Waldhausen die Arnoldstraße nach ihm benannt.[1]
- Er besaß die Ehrendoktorwürden als Dr. med. h. c. und als Dr. med. vet. h. c.[3]
- 1930 benannte der Stadtrat von Uffenheim unter Bürgermeister Konrad Mantel die Karl-Arnold-Straße nach dem Stifter für das Gollachgau-Museum der Stadt.[5]
- Eine Gedenktafel zu Ehren Arnolds wurde im Großen Hörsaal des Chemischen Instituts der Tierärztlichen Hochschule Hannover angebracht.[3]

## Archivalien und Museales
Archivalien und museale Exponate von und über Karl Arnold finden sich etwa
- im Archiv der Stiftung Tierärztliche Hochschule Hannover[6]
- und im Gollachgaumuseum seiner Heimatstadt Uffenheim, der Arnold per Testament beispielsweise eine „[…] wertvolle Schwertsammlung und Messingdosen mit fernöstlichen Schriftzeichen“, die er auf zahlreichen Reisen in viele Teile der Welt gesammelt hatte. In der Apotheken-Ausstellung des Gollachgaumuseums finden sich auch Pulverfläschchen mit originalen Etiketten mit der Aufschrift Apotheker G. F. Arnold in Uffenheim.[5]